# FIFA-Fairplay-Tage
Die FIFA-Fairplay-Tage sollen Fairness und Fairplay im Sport in Erinnerung rufen.

## Geschichte
FIFA-Fairplay-Tage wurden 1997 eingeführt. Anlässlich der FIFA-Fairplay-Tage soll zu Beginn jedes Fußballspiels über die Stadion-Lautsprecher folgende Botschaft verlesen werden:
Die Fussballfamilie feiert heute den FIFA-Fairplay-Tag. Die FIFA und der (Name des Verbands) freuen sich, das heutige Spiel dem Fairplay zu widmen und weltweit alle Spieler, Trainer, Offizielle und Fans in (Name des Lands) aufzufordern, auf wie neben dem Platz fair zu spielen, mit gutem Beispiel voranzugehen und sich in ihrem Verhalten von Fairness, Neutralität und Solidarität leiten zu lassen. Bekennen wir uns also mit den Spielführern zu Fairplay.
Verbände unterstützen weltweit die FIFA-Kampagne für Fairplay auf und neben dem Platz, die von Aktionen vom Breiten- bis zum Spitzenfußball begleitet wird. In Europa hat sich die UEFA im Jahr 2010 für ihre Spiele mit ihrer Kampagne „Respekt“ den FIFA-Fairplay-Tagen angeschlossen. Die 14. FIFA-Fairplay-Tage finden 2010 an den Spieltagen vom 3. bis 7. September statt.

## Kritik
Die FIFA wird kritisiert, dass sie selbst dem Anspruch nach „Fairplay auch abseits des Spielfeldes“ nicht nachkomme. So kam zum Beispiel das Schweizerische Arbeiterhilfswerk SAH in einer Studie zur Fußball-WM 2010 in Südafrika zum Schluss, dass von der WM vor allem die FIFA profitiert hätte, für Südafrika aber nur ein Schuldenberg zurückgeblieben sei. Die FIFA habe sich zudem bei der WM viel zu wenig für die Einhaltung von fundamentalen Arbeits- und Menschenrechten eingesetzt.